# Општина Периш (Илфов)
Периш (рум. Periş) општина је у Румунији у округу Илфов.
Oпштина се налази на надморској висини од 117 m.